# Caisnes
Caisnes ist eine französische Gemeinde mit 512 Einwohnern (Stand: 1. Januar 2022) im Département Oise in der Region Hauts-de-France. Sie gehört zum Kanton Noyon und zum Gemeindeverband Pays Noyonnais. 

## Geografie
Caisnes liegt im Pays Noyonnais etwa 30 Kilometer nordöstlich von Compiègne. Umgeben wird Caisnes von den Nachbargemeinden Pontoise-lès-Noyon im Norden und Nordwesten, Varesnes im Norden und Nordosten, Cuts im Osten und Nordosten, Nampcel im Süden und Osten sowie Carlepont im Westen.

## Bevölkerungsentwicklung
| Jahr                      | 1962 | 1968 | 1975 | 1982 | 1990 | 1999 | 2006 | 2013 |
| ------------------------- | ---- | ---- | ---- | ---- | ---- | ---- | ---- | ---- |
| Einwohner                 | 221  | 208  | 231  | 295  | 327  | 424  | 470  | 521  |
| Quelle: Cassini und INSEE |      |      |      |      |      |      |      |      |

## Sehenswürdigkeiten
- Kirche Saint-Lucien (siehe auch: Liste der Monuments historiques in Caisnes)

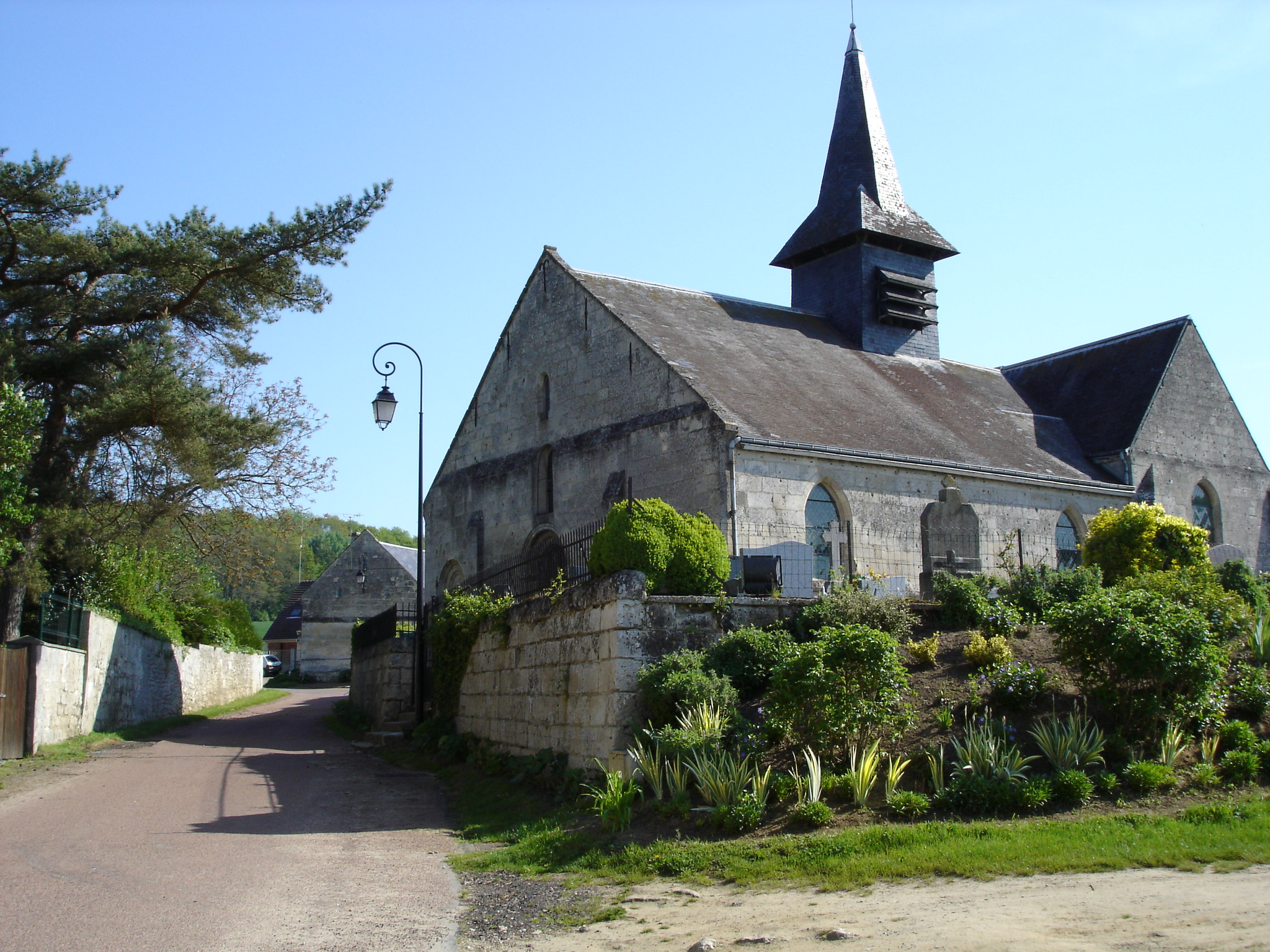
Kirche Saint-Lucien